# Josef Zorn

Joseph Zorn

Johann Konrad Josef Zorn (geboren am 2. März 1885 in Köln; gestorben am 4. Juni 1954 in Dinslaken) war ein deutscher Studienrat und von 1945 bis 1946 Landrat des Kreises Dinslaken.

## Leben
Der Katholik Josef Zorn war der Sohn des Kölner Kaufmannes Konrad Zorn. Nach dem Besuch des Kölner Marzellengymnasium (Reifeprüfung 13. März 1905) studierte er vom 28. April 1905 bis zum 19. Juli 1909 an der Universität in Bonn Geisteswissenschaften, dort wurde er auch 16. Juli 1910 mit der Schrift Die Motive der Sturm-und Drang-Dramatiker, eine Untersuchung ihrer Herkunft und Entwicklung zum Dr. phil. promoviert.
Nach der Ablegung der endgültigen Staatsprüfung am 16. Juli 1910 in Bonn war Zorn noch bis zum 12. April 1911 an der Rektoratsschule in Bergheim beschäftigt, bevor er zum 27. April 1911 für das zu absolvierende Seminarjahr an das Friedrich-Wilhelm-Gymnasium in Köln wechselte. Ostern 1912 erfolgte bis zum 20. Juni desselben Jahres sein Wechsel an die Oberrealschule nach Neuß und von dort direkt an die Realschule nach Dinslaken. Währenddessen am 1. Mai 1912 vereidigt, begann Zorns Studienassessorzeit am 1. April 1913. Zum 1. Oktober 1916 erhielt er seine feste Anstellung im höheren Schuldienst Preußens (mit dem Dienstalter vom 1. April 1916). In Dinslaken war Zorn zunächst noch Vertreter des Oberlehrers und seit seiner Festanstellung selbst Oberlehrer (Studienrat).
Während des Ersten Weltkriegs wurde Zorn im dritten Kriegsjahr, am 14. April 1917 zum Heeresdienst einberufen.
Josef Zorn verblieb bis 1946 im Rang eines Studiendirektors, bis zu seiner Versetzung in den Ruhestand 1950 als Oberstudiendirektor. Zorn war verheiratet und hatte drei Kinder.

## Politische Betätigung
Von 1919 bis 1933 war Zorn für die katholisch geprägte Zentrumspartei im Rat der Stadt Dinslaken und zugleich unbesoldeter Beigeordneter. Für das Zentrum gehörte er auch von 1919 bis 1927 dem Kreistag des Kreises Dinslaken an. Am 30. Dezember 1932 wählte ihn dieser zum Kreisdeputierten.
Bei der Reichstagswahl vom Juli 1932 wurde Zorn als Kandidat des Zentrums für den Wahlkreis 23 (Düsseldorf West) in den Reichstag gewählt, dem er zunächst bis zur Wahl vom November 1932 angehörte. Nachdem er bei dieser aus dem Weimarer Parlament ausgeschieden war, gelang es ihm bei der Wahl vom März 1933 in den Reichstag zurückzukehren, dem er diesmal bis zum November 1933 angehörte. Das wichtigste parlamentarische Ereignis, an dem Zorn während seiner Abgeordnetenzeit beteiligt war, war die Verabschiedung des Ermächtigungsgesetzes, das unter anderem auch mit seiner Stimme beschlossen wurde. Ferner war Zorn Mitglied des Vorstandes des Rheinischen Städtebundes und Ausschussmitglied des Reichsstädtebundes.
Nach dem Zusammenbruch des Dritten Reichs setzte die Militärregierung Zorn am 28. April 1945 kommissarisch als Bürgermeister der Stadt Dinslaken und als Landrat des Kreises ein. Er bekleidete diese Stellung bis zum 4. März 1946.